# Артёменков, Юрий Александрович
Юрий Александрович Артёменков (род. 3 февраля 1984, Москва) — российский хоккеист, нападающий.

## Биография
Воспитанник «Крыльев Советов», первый тренер Анатолий Сергеев. С сезона 1999/2000 — игрок команды первой лиги «Крылья Советов-2». В сезоне 2002/03 сыграл три матча в Суперлиге за «Крылья Советов», в следующем сезоне провёл 27 матчей в высшей лиге. В сезоне 2005/06 сыграл пять матчей за «Химик»-СКА Новополоцк в чемпионате Белоруссии, за тем играл за «Дмитров-2» (2005/06), ОГУ / «Рысь-2»-ОГУ Одинцово (2007/08 — 2008/09).
На драфте НХЛ 2002 года был выбран в 4-м раунде под общим 112-м номером клубом «Калгари Флеймз».
Играл за юниорскую (U17) и вторую сборные России.